# Dia de la llengua francesa de l'ONU
El Dia de la llengua francesa de l'ONU se celebra anualment el 20 de març. L'esdeveniment va ser creat pel Departament d'Informació Pública de l'ONU l'any 2010 "per celebrar el multilingüisme i la diversitat cultural, així com per promoure l'ús igualitari de les sis llengües oficials a tota l'Organització".
Per a la llengua francesa, es va escollir el 20 de març ja que "coincideix amb el 40 aniversari de l'Organització Internacional de la Francofonia ", col·lectiu els membres del qual comparteixen una llengua comuna, així com els valors humanistes promoguts per la Llengua francesa. Es van seleccionar altres dates per a la celebració de les altres cinc llengües oficials de l'ONU.